# Chiesa di Santa Maria Nuova (Ferrara)
La chiesa di Santa Maria Nuova e San Biagio è un edificio cattolico di Ferrara situato in via Aldighieri, 46

## Storia
Secondo la tradizione, fin dal VII secolo sul luogo in cui attualmente sorge la chiesa vi era un piccolo lago denominato il Lacus Mariae, di cui rimane traccia nella toponomastica locale (via Gusmaria). Da tale lago, prossimo al precedente alveo del Po, emergeva un'isoletta, nel cui punto più elevato sorgeva una piccola cappella o forse solo un capitello, sito conosciuto come Santa Maria dei Pescatori. Di questa prima chiesa sono rimasti marmi decorativi esposti nella cripta della famiglia Aldighieri. Nel 911 attorno a questo primo edificio religioso se ne costruì un altro molto più grande del primo.
La nuova chiesa, detta di Santa Maria del Lago, fu una delle più belle e nobili del tempo, molte famiglie nobili vi fissarono la loro sepoltura.
Almeno dal 1138, fu denominata Santa Maria Nuova e, solo nel 1182, assunse probabilmente l'attuale assetto planimetrico di base.
La chiesa è conosciuta anche come Santa Maria della Neve, in memoria del prodigio della nevicata avvenuto nell'anno 352 in piena estate sull'Esquilino in Roma, ove poi sorse la grandiosa basilica di Santa Maria Maggiore.
Nel 1278 Santa Maria Nuova è documentata come parrocchia, mentre tra XIV e XV secolo fu profondamente ristrutturata grazie all'aggiunta di due cappelle; quella della famiglia Contrari, nel sec. XIV, e quella della famiglia Bonlei nel secolo successivo, demolita poi, per labenza, nel sec. XVIII e di cui rimangono tracce nella parte esterna. Analogo destino una cappella dedicata a San Sebastiano, costruita nel sec. XVI ed abbattuta nel Settecento.
In seguito decadde, ma si riprese a partire dal 1708, anno in cui la chiesa di San Biagio, che si trovava in prossimità dell'incrocio di viale Cavour con via Cittadella, fu demolita per far posto alla spianata della fortezza pontificia, così il titolo e i diritti vennero trasferiti nel nostro edificio di culto.
A seguito di questo fatto, nel 1709 fu eretta all'interno di Santa Maria Nuova la cappella dedicata a San Biagio, dove si conserva una reliquia del santo, una mandibola, venerato tuttora come protettore della gola, soprattutto in occasione della sua festività che cade il 3 febbraio.
Chiusa nel 1796 in seguito alle soppressioni napoleoniche, la chiesa venne poi riaperta nel 1812 ma privata del titolo di parrocchia.

## Tomba degli Aldighieri
Alla fine del XIX secolo, in occasione del rifacimento del pavimento, fu rinvenuto il sepolcro della famiglia degli Aldighieri e una parte del muro della chiesa primitiva. Nel 1921, anno del VI centenario della morte di Dante, fu poi costruita una piccola cripta detta appunto degli Aldighieri dove nell'occasione furono composti i resti dell'antica famiglia. Tale cripta, tuttora, necessita continua manutenzione per il rischio di allagamenti causati dalla presenza di altre sepolture nei dintorni.  La stessa facciata, che era stata trasformata nel Settecento, sempre nel 1921 riacquistò attraverso un restauro piuttosto ardito il suo aspetto tre-quattrocentesco; in tale occasione fu inserita nella parte destra della facciata una targa marmorea con la citazione dantesca relativa agli ascendenti materni (Divina Commedia, Pd XV 137-8), nell'ambito di tali rifacimenti venne trovato nell'ogiva del portale una notevole sinopia, raffigurante il Transito della Vergine, distaccato ed adesso esposto in separata sede,  nel contempo anche il fianco meridionale assunse l'attuale architettura. Nel 1938 Santa Maria Nuova fu di nuovo elevata a parrocchia, ma nel 1944 venne colpita dai bombardamenti: l'abside fu in gran parte demolita, crollò il soffitto e la cripta venne squarciata. Il sisma del 2012 impose la chiusura al pubblico dell'edificio, riaperto solo nel tardo 2015. Sono tuttora in corso interventi di restauro.

## L'interno
L'opera di ricostruzione, iniziata nell'immediato dopoguerra, si concluse nel 1949, ma anche in seguito si segnalano interventi interni grazie ai quali la chiesa, tra le più ricche di storia della città di Ferrara, acquisì nuovamente dignità e decoro.
Dietro l'altare maggiore, assume particolare rilevanza per la storia della chiesa il Miracolo della Neve dello Scarsellino; da segnalare, inoltre, un crocifisso ligneo di Tommaso Gandolfi realizzato nel XVII secolo, oltre alla già citata cripta degli Aldighieri, meta di studiosi e visitatori.